# Choroszowo (przystanek kolejowy w obwodzie moskiewskim)
Choroszowo (ros. Хорошёво, Хорошово) – przystanek kolejowy w miejscowości Niżnieje Choroszowo, w rejonie kołomieńskim, w obwodzie moskiewskim, w Rosji. Położony jest na linii Moskwa – Riazań.